# Cathy Ménard
Cathy Ménard, nome d'arte di Danièle Guégard (17 giugno 1954 – 1º maggio 2022), è stata un'attrice pornografica francese.
Attiva prevalentemente nel periodo 1980-1985, viene considerata una delle attrici più celebri della "Golden Age of Porn" francese.

## Biografia
È apparsa in varie produzioni hardcore di Alpha France, Video Marc Dorcel ed altre case di produzione francesi, italiane e tedesche. Era specializzata nei ruoli di borghese virtuosa e frigida, ai quali apportava una certa eleganza.
È stata diretta dai principali registi del cinema porno francese dell'epoca. Sarà Bourgeoise... et pute, il suo primo ruolo importante nel 1981, diretto da Gérard Kikoïne, che la chiamerà in altri quattro film. Girerà quattro pellicole hard anche con J. Helbie (alias Jean-Luc Brunet), tra cui Les Culottes de Charlotte nel 1982. Nel 1983, sarà Claude Bernard-Aubert alias Burd Trandbaree che, dopo Chambres d’amis très particulières, le darà il suo ruolo più raffinato in L'initiation d’une femme mariée, distribuito in Italia con il titolo Iniziazioni.
Fu molto presente anche nei fotoromanzi della serie Supersex.

## Filmografia

Cathy Ménard (a sinistra) in una scena del film Bathman dal pianeta Eros del 1982

- 1981 : Les Uns dans les autres, regia di Michel Baudricourt (come Michel Caputo)
- 1981 : Chattes frémissantes, regia di Michel Caputo
- 1981 :  À nous les petites salopes (Gémissements pervers / Isabelle et Olga), regia di Michel Caputo
- 1981 : Ragazze erotiche (Patricia petite fille mouillée), regia di Michel Caputo
- 1981 : Diane, les fesses de l'hôtesse, regia di Michel Caputo
- 1982 : La prof enseigne sans préservatif (o La prof ou les plaisirs défendus), regia di Robert Renzulli
- 1982 : Vacanze a Saint Tropez - L'altro piacere (La femme de sable) , regia di Gérard Kikoïne
- 1982 : Carmela... une si jolie petite fille, regia di Alain Payet
- 1982 : Adolescentes trop curieuses, regia di Pierre-B. Reinhard
- 1982 : Reggiseni e mutandine (Rêves de jeunes filles volages o Petites culottes chaudes et mouillées / Heiße Höschen), regia di Claude Bernard-Aubert
- 1982 : Les Folles Nuits de Nathalie, regia di Pierre-B. Reinhard
- 1982 : Capriccio di Barbara (Les Caprices d'une souris), regia di Pierre-B. Reinhard
- 1982 : Incesto sacrale (Les Voyeuses), regia di Pierre Unia (come Reine Pirau)
- 1982 : L'Inconnue, regia di Alain Payet
- 1982 : Palace Girls, regia di Alain Payet
- 1982 : A Wife That Does It All, regia di Patrick Aubin
- 1982 : Fantasmes très spéciaux (Jungmädchenträume), regia di Gérard Kikoïne
- 1982 : Bourgeoise ...et pute, regia di Gérard Kikoïne
- 1982 : Belles et bien éduquées mais le feu au cul, regia di Pierre Unia
- 1982 : Femmes prêtes à tout, regia di Gérard Grégory
- 1982 : Porno's Girls, regia di Alain Payet
- 1982 : Les Culottes de Charlotte, regia di J. Helbie
- 1982 : Au caprice des dames, regia di Didier Philippe-Gérard
- 1982 : Julie la douce, regia di Jean-Luc Brunet
- 1982 : Derrière le miroir sans tain, regia di Jean-Claude Roy
- 1982 : Une épouse à tout faire, regia di Jean-Claude Roy
- 1982 : Délices d'un sexe chaud et profond, regia di Pierre-B. Reinhard
- 1982 : Triangolo erotico (Trio lubrique et folles partouzes), regia di Antonio D'Agostino
- 1982 : Bathman dal pianeta Eros (Batman sur la planète du plaisir), regia di Antonio D'Agostino (come Richard Bennett)
- 1982 : Femmes prêtes à tout, regia di Gérard Grégory
- 1982 : La Femme aux bas noirs, regia di Jean-Luc Brunet
- 1982 : Aventures extra-conjugales, regia di Jean-Claude Roy
- 1983 : Furia porno, regia di José Bénazéraf
- 1983 : Je mouille aussi par derrière (o Adolescentes à sodomiser), regia di José Bénazéraf
- 1983 : Des petits culs à enfiler, regia di José Bénazéraf
- 1983 : Diamond Baby (Bribes de diamant), regia di Michel Caputo
- 1983 : Amore a cavallo (Hetaste Ligen) (o International gigolo o Call Girls), regia di Andrei Feher
- 1983 : Il predatore invisibile (Des femmes pour Gourpanof), regia di Jean-Luc Brunet
- 1983 : Broute-Minou, regia di Michel Caputo
- 1983 : Valérie tourne mal, regia di Michel Ricaud (soft)
- 1983 : Belles de rêve, regia di Jean-Luc Brunet
- 1983 : Les amours cachées de Sylvie, regia di Alain Payet
- 1983 : Chambres d'amis très particulières, regia di Claude Bernard-Aubert
- 1983 : Les Dessous noirs, regia di Daniel Daert
- 1983 : Petites annonces très spéciales, regia di Jean-Claude Roy
- 1983 : Ardeurs perverses (Libres échanges), regia di Michel Lemoine
- 1983 : Irma la masseuse, regia di José Bénazéraf
- 1983 : Je te suce tu me suces (o La Vie d'un bordel de province), regia di José Bénazéraf
- 1983 : Iniziazioni (Initiation d'une femme mariée), regia di Claude Bernard-Aubert
- 1983 : Petites filles dociles, regia di Vincent Saint-Ouen
- 1983 : L'espionne s'envoie en l'air, regia di José Bénazéraf
- 1983 : Traitement spécial pour bourgeoise insatisfaite, regia di Michel Berkowitch
- 1983 : 14 Ans D'Aurelie, regia di Michel Ricaud
- 1984 : Approcci (Heiße Spiele kühler Blondinen), regia di Jean-Claude Roy
- 1984 : Exzesse in der Schönheitsfarm (Die wilden Stunden der schönen Mädchen / Fantasmes de femmes / S.O.S. Fantasmes), regia di Michael Goritschnig
- 1984 : Sexologues en chaleur, regia di José Bénazéraf
- 1984 : Du foutre plein le cul, regia di José Bénazéraf
- 1984 : Emmanuelle 4, regia di Francis Leroi & Iris Letans
- 1984 : Le port aux putes, regia di José Bénazéraf
- 1984 : Demoiselles à prendre par-derrière, regia di Alain Payet
- 1984 : Je t'offre mon corps, regia di Michel Lemoine
- 1984 : Furia di sensi con flamenco (La Corrida charnelle o Malisa, Elisa et le taureau / Spanish fly), regia di José Bénazéraf
- 1984 : Der Frauenarzt vom Place Pigalle (o Infirmières lubriques / Jeunes filles en chaleur à sodomiser), regia di Michael Goritschning
- 1984 : Festival 1 (compilation)
- 1984 : Festival 2 (compilation)
- 1985 : Making a Porno Movie, regia di José Bénazéraf
- 1985 : J'ai très envie de nymphettes à sodomiser (o Petits Trous libertins), regia di Michel Caputo
- 1985 : Jeunes filles en chaleur à sodomiser (o Baise-moi / Ragazzine in calore), regia di Michel Caputo
- 1985 : Fessées intimes, regia di Georges Lagautrière
- 1985 : Il fiore sulla carne, regia di Michel Caputo
- 1985 : Secrétaires BCBG le jour mais salopes et perverses la nuit, regia di Alain Payet
- 1985 : Plaisirs sodomiques pour salopes inassouvies, regia di Michel Caputo
- 1985 : Jouisseuse hysterique (spezzoni da French Satisfaction e Diamond Baby)
- 1986 : Baise les filles et sodomise-moi, regia di Michel Caputo
- 1986 : Confidences d'une petite vicieuse très perverse, regia di Michel Caputo (immagini d'archivio)
- 1986 : Porno Express 3 (immagini d'archivio)
- 1987 : Danger femmes libérées !, regia di Alain Payet
- 1987 : Doigts vicieux, culottes déchirées, regia di Pierre-B. Reinhard
- 1987 : Punitions anales pour adolescentes soumises, regia di Alain Payet
- 1990 : Backdoor to Paris (Secrets à Paris), regia di José Bénazéraf (immagini d'archivio)